# Maki Seiichiro
Maki Seiichiro (巻 誠一郎 Maki Seiichirō,  sinh ngày 7 tháng 8 năm 1980 tại Uki, Kumamoto, Nhật Bản) là cầu thủ bóng đá chuyên nghiệp người Nhật Bản thi đấu ở vị trí tiền đạo cho Roasso Kumamoto và đội tuyển quốc gia Nhật Bản.

## Thống kê sự nghiệp
Cập nhật đến 23 tháng 2 năm 2018.

### Câu lạc bộ
| Câu lạc bộ           | Mùa giải            | Giải vô địch | Giải vô địch | Cúp  | Cúp | Cúp Liên đoàn | Cúp Liên đoàn | Châu lục1 | Châu lục1 | Tổng cộng | Tổng cộng |
| Câu lạc bộ           | Mùa giải            | Trận         | Bàn          | Trận | Bàn | Trận          | Bàn           | Trận      | Bàn       | Trận      | Bàn       |
| -------------------- | ------------------- | ------------ | ------------ | ---- | --- | ------------- | ------------- | --------- | --------- | --------- | --------- |
| Trường Trung học Ōzu | 1998                | -            | -            | 1    | 0   | -             | -             | -         | -         | 1         | 0         |
| Đại học Komazawa     | 2001                | -            | -            | 2    | 0   | -             | -             | -         | -         | 2         | 0         |
| Đại học Komazawa     | 2002                | -            | -            | 2    | 1   | -             | -             | -         | -         | 2         | 1         |
| JEF United Chiba     | 2003                | 17           | 2            | 3    | 1   | 4             | 0             | -         | -         | 24        | 3         |
| JEF United Chiba     | 2004                | 30           | 6            | 1    | 0   | 5             | 4             | -         | -         | 36        | 10        |
| JEF United Chiba     | 2005                | 33           | 12           | 2    | 1   | 10            | 4             | -         | -         | 45        | 17        |
| JEF United Chiba     | 2006                | 32           | 12           | 1    | 0   | 5             | 3             | 3         | 2         | 41        | 17        |
| JEF United Chiba     | 2007                | 34           | 5            | 1    | 0   | 6             | 0             | -         | -         | 41        | 5         |
| JEF United Chiba     | 2008                | 30           | 11           | 0    | 0   | 3             | 0             | -         | -         | 33        | 11        |
| JEF United Chiba     | 2009                | 31           | 5            | 3    | 1   | 5             | 1             | -         | -         | 39        | 7         |
| JEF United Chiba     | 2010                | 13           | 0            | -    | -   | -             | -             | -         | -         | 13        | 0         |
| Amkar Perm           | 2010                | 9            | 0            | 0    | 0   | -             | -             | -         | -         | 9         | 0         |
| Shenzhen Ruby        | 2011                | 4            | 0            | 0    | 0   | -             | -             | -         | -         | 4         | 0         |
| Tokyo Verdy          | 2011                | 14           | 3            | 2    | 0   | -             | -             | -         | -         | 16        | 3         |
| Tokyo Verdy          | 2012                | 18           | 1            | 0    | 0   | -             | -             | -         | -         | 18        | 1         |
| Tokyo Verdy          | 2013                | 19           | 3            | 2    | 2   | -             | -             | -         | -         | 21        | 5         |
| Roasso Kumamoto      | 2014                | 38           | 2            | 1    | 0   | -             | -             | -         | -         | 39        | 2         |
| Roasso Kumamoto      | 2015                | 39           | 3            | 2    | 0   | -             | -             | -         | -         | 41        | 3         |
| Roasso Kumamoto      | 2016                | 35           | 0            | 0    | 0   | -             | -             | -         | -         | 35        | 0         |
| Roasso Kumamoto      | 2017                | 30           | 3            | 2    | 0   | -             | -             | -         | -         | 32        | 3         |
| Tổng cộng sự nghiệp  | Tổng cộng sự nghiệp | 426          | 68           | 25   | 6   | 38            | 12            | 3         | 2         | 492       | 88        |

1Bao gồm A3 Champions Cup.

### Quốc tế
| Đội tuyển quốc gia Nhật Bản | Đội tuyển quốc gia Nhật Bản | Đội tuyển quốc gia Nhật Bản |
| Năm                         | Trận                        | Bàn                         |
| --------------------------- | --------------------------- | --------------------------- |
| 2005                        | 3                           | 0                           |
| 2006                        | 14                          | 3                           |
| 2007                        | 9                           | 4                           |
| 2008                        | 9                           | 1                           |
| 2009                        | 3                           | 0                           |
| Tổng cộng                   | 38                          | 8                           |

### Bàn thắng quốc tế
Tỉ số và kết quả liệt kê bàn thắng của Nhật Bản trước.

#### Đội tuyển quốc gia
| #  | Ngày                     | Địa điểm                                        | Đối thủ  | Tỉ số | Kết quả | Giải đấu                            |
| -- | ------------------------ | ----------------------------------------------- | -------- | ----- | ------- | ----------------------------------- |
| 1. | 10 tháng 2 năm 2006      | SBC Park, San Francisco, Hoa Kỳ                 | Hoa Kỳ   | 1–3   | 2–3     | Giao hữu                            |
| 2. | 22 tháng 2 năm 2006      | Sân vận động Quốc tế Yokohama, Nhật Bản         | Ấn Độ    | 2–0   | 6–0     | Vòng loại Cúp bóng đá châu Á 2007   |
| 3. | 9 tháng 5 năm 2006       | Sân vận động Nagai, Osaka, Nhật Bản             | Bulgaria | 1–1   | 1–2     | Kirin Cup 2006                      |
| 4. | 24 tháng 3 năm 2007      | Sân vận động Quốc tế Yokohama, Nhật Bản         | Perú     | 1–0   | 2–0     | Giao hữu (Kirin Challenge Cup 2007) |
| 5. | 16 tháng 7 năm 2007      | Sân vận động Quốc gia Mỹ Đình, Hà Nội, Việt Nam | Việt Nam | 1–1   | 4–1     | Cúp bóng đá châu Á 2007             |
| 6. | ngày 16 tháng 7 năm 2007 | Sân vận động Quốc gia Mỹ Đình, Hà Nội, Việt Nam | Việt Nam | 4–1   | 4–1     | Cúp bóng đá châu Á 2007             |
| 7. | 11 tháng 11 năm 2007     | Hypo-Arena, Klagenfurt, Áo                      | Thụy Sĩ  | 2–2   | 4–3     | Giao hữu                            |
| 8. | 6 tháng 2 năm 2008       | Sân vận động Saitama 2002, Saitama, Nhật Bản    | Thái Lan | 4–1   | 4–1     | Vòng loại World Cup 2010            |

## Đời tư
Anh lập gia đình với cựu nữ diễn viên Tomoko Kitagawa vào tháng 6 năm 2007. Em trai của anh, Yuki cũng là một cầu thủ bóng đá chuyên nghiệp (giải nghệ năm 2013).